# Loir en Vallée
Loir en Vallée est, depuis le 1er janvier 2017, une commune nouvelle française située dans le département de la Sarthe en région Pays de la Loire, peuplée de 2 052 habitants.
La commune fait partie de la province historique du Maine, et se situe dans le Haut-Maine.

## Géographie

### Climat
Pour des articles plus généraux, voir Climat des Pays de la Loire et Climat de la Sarthe.
En 2010, le climat de la commune est de type climat océanique dégradé des plaines du Centre et du Nord, selon une étude du CNRS s'appuyant sur une série de données couvrant la période 1971-2000. En 2020, Météo-France publie une typologie des climats de la France métropolitaine dans laquelle la commune est exposée à un climat océanique altéré et est dans la région climatique Moyenne vallée de la Loire, caractérisée par une bonne insolation (1 850 h/an) et un été peu pluvieux.
Pour la période 1971-2000, la température annuelle moyenne est de 11,1 °C, avec une amplitude thermique annuelle de 14,5 °C. Le cumul annuel moyen de précipitations est de 680 mm, avec 11,2 jours de précipitations en janvier et 7,1 jours en juillet. Pour la période 1991-2020, la température moyenne annuelle observée sur la station météorologique de Météo-France la plus proche, sur la commune de Saint-Christophe-sur-le-Nais à 19 km à vol d'oiseau, est de 12,1 °C et le cumul annuel moyen de précipitations est de 682,2 mm,. Pour l'avenir, les paramètres climatiques de la commune estimés pour 2050 selon différents scénarios d'émission de gaz à effet de serre sont consultables sur un site dédié publié par Météo-France en novembre 2022.

## Urbanisme

### Typologie
Au 1er janvier 2024, Loir en Vallée est catégorisée commune rurale à habitat dispersé, selon la nouvelle grille communale de densité à sept niveaux définie par l'Insee en 2022.
Elle est située hors unité urbaine et hors attraction des villes,.

## Histoire
La commune nouvelle regroupe les communes de Lavenay, La Chapelle-Gaugain, Poncé-sur-le-Loir et Ruillé-sur-Loir qui deviennent des communes déléguées. Son chef-lieu se situe à Ruillé-sur-Loir.

## Politique et administration
| Nom                     | Code Insee | Intercommunalité  | Superficie (km2) | Population (dernière pop. légale) | Densité (hab./km2) |
| ----------------------- | ---------- | ----------------- | ---------------- | --------------------------------- | ------------------ |
| Ruillé-sur-Loir (siège) | 72262      | CC du Val du Loir | 39,48            | 1 145 (2021)                      | 29                 |
| La Chapelle-Gaugain     | 72063      | CC du Val du Loir | 10,66            | 318 (2021)                        | 30                 |
| Lavenay                 | 72159      | CC du Val du Loir | 7,70             | 305 (2021)                        | 40                 |
| Poncé-sur-le-Loir       | 72240      | CC du Val du Loir | 6,92             | 318 (2021)                        | 46                 |

### Liste des maires
| Période | Période  | Identité     | Étiquette | Qualité                                |
| ------- | -------- | ------------ | --------- | -------------------------------------- |
| 2017    | En cours | Galiène Cohu | DVD       | Conseillère départementale depuis 2021 |

## Population et société

### Démographie
L'évolution du nombre d'habitants est connue à travers les recensements de la population effectués dans la commune depuis sa création.
En 2022, la commune comptait 2 052 habitants, en évolution de −5,66 % par rapport à 2016 (Sarthe : −0,25 %, France hors Mayotte : +2,11 %).
| 2015  | 2016  | 2021  | 2022  |
| ----- | ----- | ----- | ----- |
| 2 186 | 2 175 | 2 086 | 2 052 |

## Culture locale et patrimoine
- Église Saint-Pierre-et-Saint-Paul de Ruillé-sur-Loir.
- Église Saint-Julien de Poncé-sur-le-Loir.
- Église Saint-Blaise de La Chapelle-Gaugain
- Les Moulins de Paillard à Poncé-sur-le-Loir.
- Église Saint-Julien de Lavenay.
- Château de Poncé.
- Château de La Flotte à Lavenay.

## Personnalités
- Le 17 septembre 2022, la commune nomme Solange Alexandre (1922-), citoyenne d'honneur et rebaptise la place de la mairie « Solange Dubuisson Alexandre ».